# Sant Martí Vell
Sant Martí Vell ist eine katalanische Gemeinde in der Provinz Girona im Nordosten Spaniens. Sie liegt in der Comarca Gironès.

## Sehenswürdigkeiten
- Kirche Església de Sant Martí Vell
- Santuari dels Àngels